# Заґай (Турецький повіт)
Заґай (пол. Zagaj) — село в Польщі, у гміні Добра Турецького повіту Великопольського воєводства.
Населення — 81 особа (2011).
У 1975—1998 роках село належало до Конінського воєводства.

## Демографія
Демографічна структура станом на 31 березня 2011 року:
|          | Загалом | Допрацездатний вік | Працездатний вік | Постпрацездатний вік |
| -------- | ------- | ------------------ | ---------------- | -------------------- |
| Чоловіки | 45      | 12                 | 25               | 8                    |
| Жінки    | 36      | 6                  | 17               | 13                   |
| Разом    | 81      | 18                 | 42               | 21                   |